# 1866年10月8日日食
1866年10月8日日食为一次在协调世界时1866年10月8日出現的日偏食。該次日食食分為0.5693。

## 概述
這次日食的食分是0.5693。

## 基本參數
- 類型：日偏食
- 食甚資料：
  - 日期：1866年10月8日
  - 時間：16時44分22秒
  - 地點：72N 3W
  - 食分：0.5693

## 外部連結
- NASA日食專頁（页面存档备份，存于）（英文）